# Halasi Tibor (jogász)
Halasi Tibor (Hajdúszoboszló, 1963 –) jogász, a Nemzeti Fejlesztési Minisztérium vagyonpolitikáért felelős államtitkára 2010 és 2011 között.

## Pályafutása

### Tanulmányai
1988-ban szerezte meg a jogász diplomáját az Eötvös Loránd Tudományegyetem Állam-és Jogtudományi Karán, majd ugyanitt a Jogi Továbbképző Intézetben letette a jogtanácsosi-ügyvédi szakvizsgát 1991-ben. Angolul és németül alapfokon beszél.

### Szakmai pályafutása
Pályafutását 1988-tól 1991-ig a Művészeti Szakszervezetek Szövetségénél kezdte jogi munkatársként, később 1991-től 2002-ig irodavezetőként dolgozott a 124. számú ügyvédi irodánál. 1998-tól 2002-ig vezető jogtanácsos, majd vezérigazgató-helyettes volt az Állami Privatizációs és Vagyonkezelő Részvénytársaságnál. 2003-ban saját irodát nyitott Halasi Ügyvédi Iroda néven, ahol irodavezető, ügyvéd, valamint mediátor közvetítő volt. 
2010. június 1.-től a Nemzeti Fejlesztési Minisztérium vagyonpolitikáért felelős államtitkára. Pozíciójából 2011. szeptember 25.-i hatállyal távozott.

### Közéleti megbízatásai
1997-től elnöki pozíciót tölt be a Magyar Rádió Kuratóriuma Ellenőrző Testületében. 1998-tól 2002-ig igazgatósági tag volt az Antenna Hungária Részvénytársaságnál. 2000-ben a Regionális Fejlesztési Holding Részvénytársaságnál, valamint 2000-től 2002-ig a Malévnél volt igazgatósági tag. 2005-ben a felügyelő bizottság elnöki tisztségét töltötte be a Magyar Távirati Irodánál, 2007-től a Magyar Nemzeti Vagyonkezelő ellenőrző bizottságának tagja.
Jelenleg az MNV Zrt. Igazgatósági elnöki tisztségét, és az MFB Zrt. Felügyelő Bizottsági elnöki pozícióját tölti be. 2011. november 1.-től a kormányzati döntések végrehajtásának ellenőrzéséért felelős miniszterelnöki biztos.

## Családja
Nőtlen.